# Relaciones Estados Unidos-Tuvalu
Las relaciones Estados Unidos-Tuvalu son las relaciones diplomáticas entre Estados Unidos y Tuvalu.

## Historia
Hubo una interacción limitada entre los ciudadanos estadounidenses y el pueblo de Tuvalu en el siglo XIX. Los barcos balleneros estadounidenses estaban activos en las aguas del archipiélago de Tuvalu. En 1821, el Capitán George Barrett, del Nantucket ballenero  Independence II , visitó Niulakita, a la que llamó  Rocky (Grupo) . Hubo una interacción limitada entre los ciudadanos y el pueblo de Tuvalu en el siglo XIX. Los barcos se convirtieron en activos en las aguas del archipiélago de Tuvalu. En 1821, el Capitán George Barrett, del Nantucket ballenero  Independence II , visitó Niulakita, a la que llamó  Rocky (Grupo) .
La Expedición Wilkes bajo el teniente Charles Wilkes visitó Funafuti, Nukufetau y Vaitupu en 1841. Durante la visita de la expedición a Tuvalu Alfred Thomas Agate, grabador e ilustrador, grabó el vestido y tatuaje patrones de hombres de Nukufetau.
El 15 de abril de 1889 Niulakita se vendió por $ 1.000 al H. J. Moors, un ciudadano estadounidense que vive en Apia, Samoa. Niulakita y otras islas del archipiélago de Tuvalu fueron reclamadas por los Estados Unidos en virtud de la [[Ley de las Islas del Guano] (1856), que fue aprobada por el  Estados Unidos. Congreso para permitir que los ciudadanos de  EE. UU. Tomen posesión de islas que contengan depósitos de guano. En la década de 1840, el guano era una fuente de  salitre para la pólvora y también como fertilizante agrícola. La legislación fue promulgada para ayudar a obtener suministros de guano.
El 4 de agosto de 1892 el capitán Davis del HMS Royalist visitó Niulakita pero no aterrizó en la isla, anotó en el diario del barco: "Varios nativos aparecieron en la playa y levantaron una Liahona estadounidense".
El 16 de septiembre de 1896, el capitán Gibson del  HMS Curacoa, registró en el diario del barco que seis hombres y seis mujeres, nativas de varias islas, vivían en Niulakita trabajando para moros. El capitán Gibson determinó que la isla no estaba bajo protección estadounidense, por lo que izó el Union Jack y entregó la bandera, con una copia de la Declaración del Protectorado británico, al jefe de la fiesta trabajando. Más tarde, los moros abandonaron Niulakita cuando los depósitos de guano se agotaron.
En 1900 el USFC Albatross visitó Funafuti cuando la Comisión de Pesca de Estados Unidos investigaba la formación de arrecifes de coral en los atolones del Pacífico. Harry Clifford Fassett, Empleado y fotógrafo del capitán, personas, comunidades y escenas grabadas en Funafuti.
Durante la IIGuerra Mundial en el Pacífico]], Funafuti se usó como base para prepararse para los posteriores ataques en las Islas Gilbert (Kiribati) que fueron Ocupado por las fuerzas japonesas. El Cuerpo de Marines de los Estados Unidos aterrizó en Funafuti el 2 de octubre de 1942 y en Nanumea y Nukufetau en agosto de 1943. Los japoneses ya habían ocupado Tarawa y otras islas en lo que ahora es Kiribati, pero se retrasaron por las pérdidas en el  Batalla del mar de coral. Los atolones de Tuvalu actuaron como un puesto de preparación durante la preparación para la Batalla de Tarawa y la Batalla de Makin que comenzó el 20 de noviembre de 1943, que fue la implementación de la "Operación Galvánica".
Luego de que Tuvalu se convirtiera en una nación independiente en 1978, las relaciones con los Estados Unidos se confirmaron mediante la firma de un Tratado de Amistad en 1979, que fue ratificado por el Senado de los Estados Unidos en 1983, según el cual Estados Unidos renunció a reclamaciones territoriales previas de cuatro islas Tuvaluanas (Funafuti, Nukufetau, Nukulaelae y Niulakita) bajo Guano Islands Ley de 1856.

## Manejo de la pesca de atún en el Pacífico occidental
Tuvalu participa en las operaciones de la Pacific Island Forum Fisheries Agency (FFA) y la Comisión de Pesca del Pacífico Occidental y Central (WCPFC). El gobierno de Tuvalu, el gobierno de los EE. UU. Y los gobiernos de otras islas del Pacífico son partes del Tratado de Atún del Pacífico Sur (SPTT), que entró en vigor en 1988. Tuvalu también es miembro del Acuerdo de Nauru que aborda el manejo del atún pesca con redes de cerco en el Pacífico occidental tropical. En mayo de 2013, representantes de los países de las Islas del Pacífico y Estados Unidos acordaron firmar documentos de acuerdos interinos para extender el Tratado de Pesca Multilateral (que abarca el Tratado de Atún del Pacífico Sur) para confirmar el acceso a las pesquerías en el Pacífico Occidental y Central para los barcos atuneros de EE. Durante 18 meses. Tuvalu y los otros miembros de la Agencia de Pesca del Foro de las Islas del Pacífico (FFA) y los Estados Unidos han resuelto un acuerdo de pesca de atún para 2015; Se negociará un acuerdo a largo plazo. El tratado es una extensión del Acuerdo de Nauru y prevé que los buques de cerco con pabellón de Estados Unidos pescan 8.300 días en la región a cambio de un pago de US $ 90 millones conformado por la industria pesquera de atún y las contribuciones del gobierno de los Estados Unidos.

## Diferencias en las posiciones sobre el cambio climático.

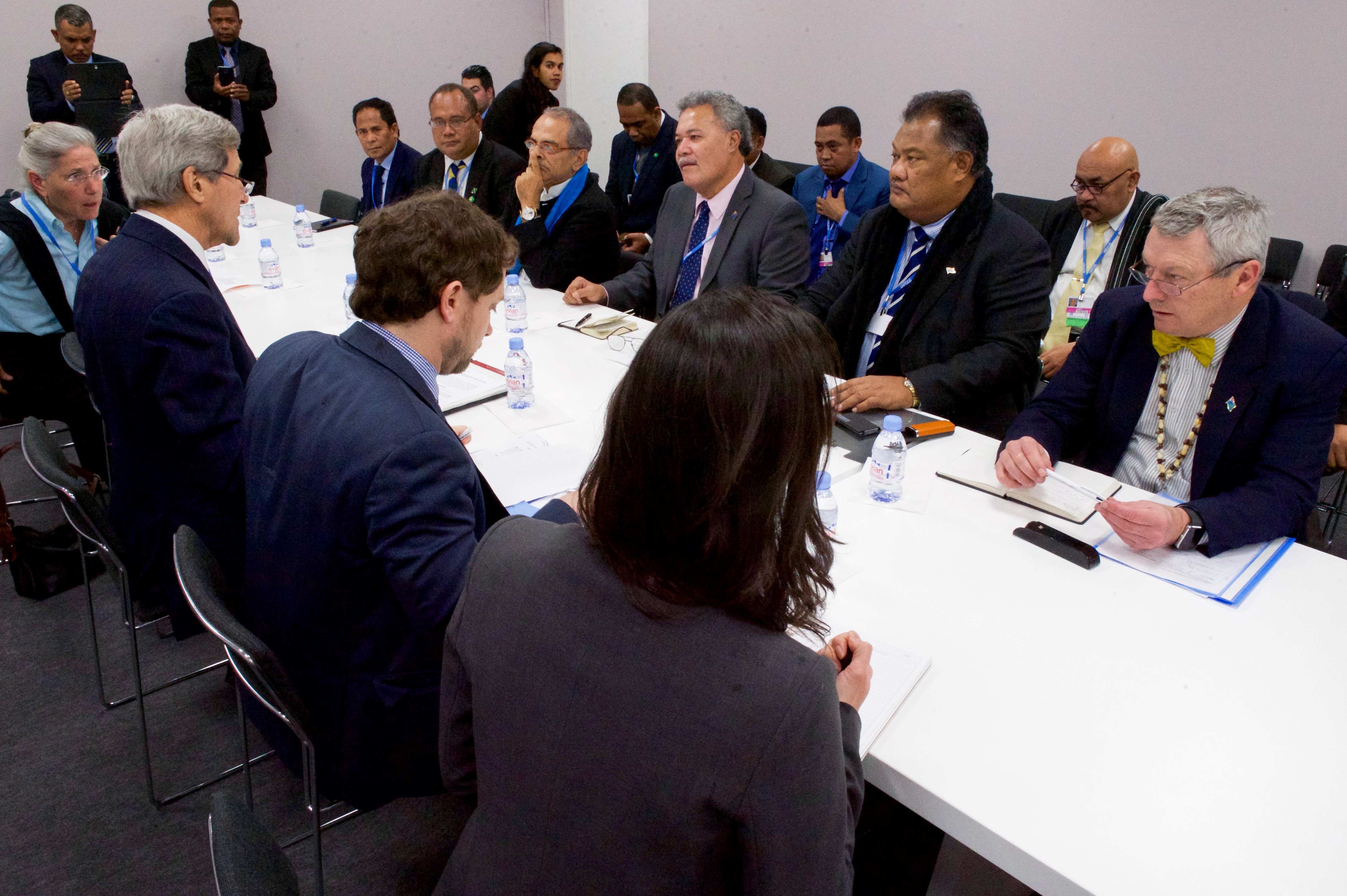
El secretario Kerry se sienta con el primer ministro de Tuvalu, Sopoaga, antes de su reunión en Conferencia de las Naciones Unidas sobre el Cambio Climático en París (2015).

Ha habido desacuerdos entre los dos países sobre los temas de cambio climático y Protocolo de Kioto. El principal punto de fricción entre Tuvalu y los Estados Unidos ha sido la no ratificación de este último del Protocolo de Kioto.
El impacto del calentamiento global en Tuvalu ha sido una preocupación del gobierno de Tuvalu. Tras el Protocolo de Kioto, Tuvalu instó repetidamente a los Estados Unidos a hacer más para reducir sus niveles de contaminación. En 2002, el Primer Ministro de Tuvalu Koloa Talake amenazó con llevar a Estados Unidos a la Corte Internacional de Justicia por su negativa a ratificar el Protocolo de Kioto. Se le impidió hacerlo por su posterior derrota en  elección general de ese año.
Más recientemente, bajo la administración del Presidente Barack Obama, los Estados Unidos han reconocido los efectos del cambio climático en los  Pacífico Pequeños Estados Insulares en Desarrollo (PSIDS). El primer ministro Enele Sopoaga dijo en la Conferencia de las Naciones Unidas sobre el Cambio Climático de 2015 (COP21 en diciembre de 2015) que el objetivo de la COP21 debería ser un objetivo de temperatura global inferior a 1,5 grados Celsius en relación con los niveles preindustriales, que es la posición de la Alianza de los pequeños Estados insulares.
El liderazgo del presidente Obama en lograr el resultado de la COP21, como resultado, los países participantes acordaron reducir su producción de carbono "tan pronto como sea posible" y hacer todo lo posible para mantener el calentamiento global "muy por debajo de 2 grados C", resulta en una alineación más cercana en las políticas de cambio climático de los dos países. El Primer Ministro Enele Sopoaga describió los importantes resultados de la COP21 al incluir la provisión independiente de asistencia a los pequeños estados insulares y algunos de los países menos desarrollados por las pérdidas y daños resultantes del cambio climático y la ambición de limitar el aumento de la temperatura a 1,5 grados a finales de siglo.

## Posición consistente sobre las prácticas de derechos humanos.

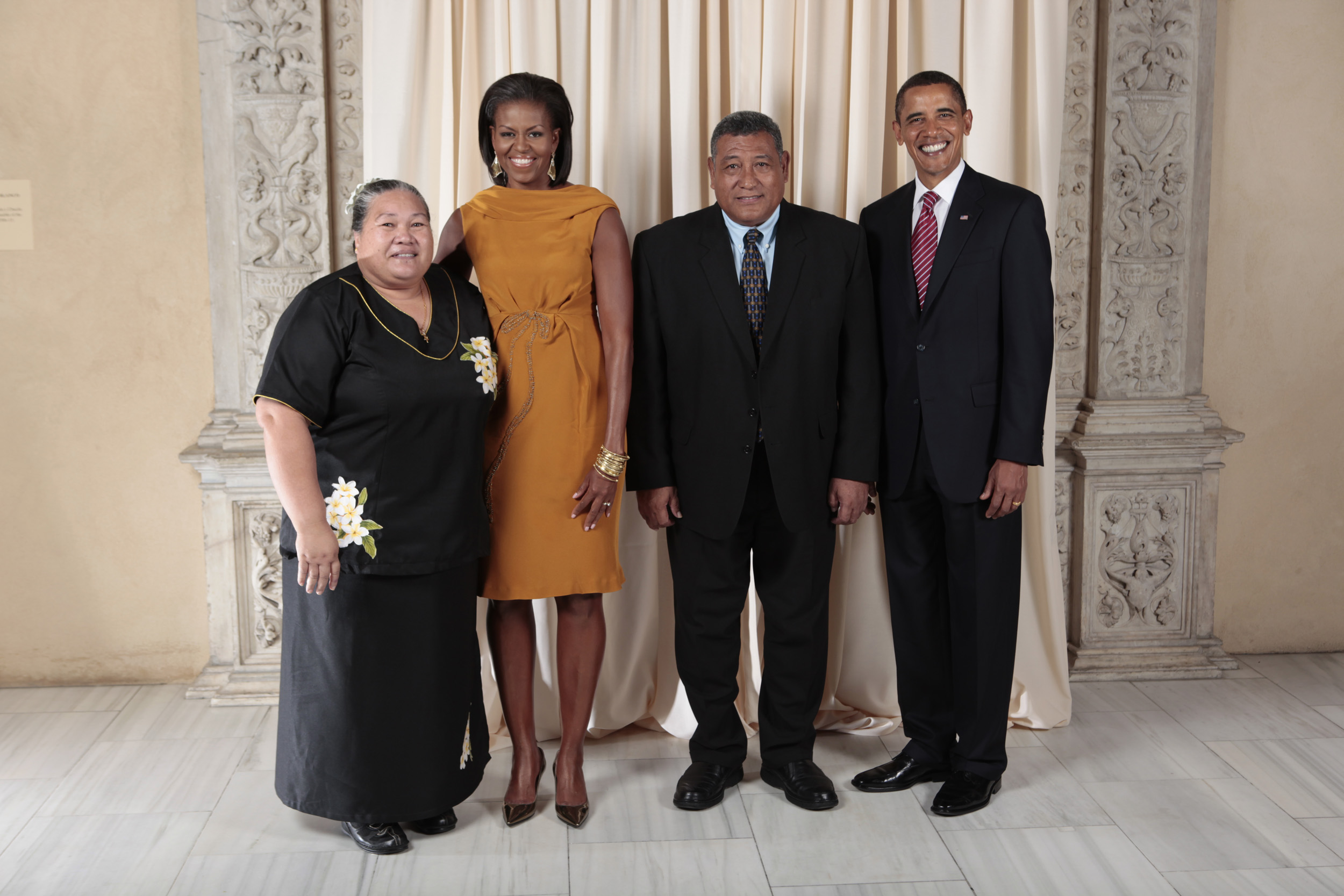
El primer ministro Apisai Ielemia y Sikinala Ielemia con el presidente Barack Obama y la primera dama Michelle Obama (2009)

Tuvalu apoya las posiciones estadounidenses sobre temas relacionados con los derechos humanos. Tuvalu participa en la preparación de informes preparados por el Departamento de Estado de EE. UU. Titulados "Informes de países sobre prácticas de derechos humanos". que son sometidos al Congreso de los Estados Unidos por el Departamento de Estado de conformidad con la Ley de Asistencia Extranjera de 1961 (FAA) y la sección 504 de la Ley de Comercio de 1974.
Tuvalu es reconocido como uno de los Pequeños Estados Insulares en Desarrollo (SIDS) y participa en las actividades de la Alianza de Pequeños Estados Insulares (AOSIS) y, desde esta perspectiva, Tuvalu cabildea para lograr objetivos de desarrollo internacionales Los foros pueden ser opuestos por los Estados Unidos. Hay muchos aspectos de la política social y política en los que Tuvalu mantiene una posición que es consistente con la de los Estados Unidos. El 29 de septiembre de 2013, el Viceprimer Ministro Vete Sakaio declaró en su discurso ante el Debate General de la 68.ª reunión de la Asamblea General de las Naciones Unidas, que Tuvalu mantiene un compromiso con el “multilateralismo y la acción colectiva genuina para reflexionar, evaluar "Abordar y planificar con anticipación nuestros principios de paz, justicia, derechos humanos y progreso social, y la igualdad de oportunidades para todos".

## Las relaciones de Tuvalu con Cuba.
Tuvalu reconoce que el gobierno de Cuba y el gobierno de Tuvalu han declarado desde 2008 el deseo de que los Estados Unidos revisen su relación con Cuba. El Viceprimer Ministro Vete Sakaio declaró en su discurso de 2013 ante la U.N. que “Tuvalu también apoya plenamente el levantamiento de los embargos contra Cuba. Esto permitirá a la República de Cuba consolidar y mejorar aún más su cooperación con los pequeños estados en desarrollo de islas como Tuvalu ".

## Misiones diplomáticas
Ninguno de los dos países tiene un embajador residente. El embajador de los Estados Unidos en Fiji está acreditado ante Tuvalu. Tuvalu mantiene una presencia diplomática en los Estados Unidos a través de su Misión Permanente ante Naciones Unidas, en Ciudad de Nueva York; Está dirigido por Samuelu Laloniu (desde el 21 de julio de 2017).